# Цевун Іван Геннадійович
Іван Геннадійович Цевун (рос. Иван Геннадьевич Цевун; 19 грудня 1998, Сміле, Росія — 7 березня 2022, Золоте, Україна)— російський військовик, рядовий ЗС РФ. Герой Російської Федерації.

## Біографія
Закінчив середню школу в селі Королі. В 2016/20 роках навчався у філіалі Далекосхідного федерального університету за спеціальністю «виробництво літальних апаратів». В 2020 році був призваний в ЗС РФ, служив в танкових військах. Після завершення строкової служби підписав контракт і був призначений старшим механіком-водієм танка Т-72Б1 3-го танкового взводу 1-го танкового батальйону 163-го танкового полку 150-ї мотострілецької дивізії. З 24 лютого 2022 року брав участь у вторгненні в Україну. Загинув у бою. Похований в рідному селі.

## Нагороди
- Звання «Герой Російської Федерації» (25 березня 2022, посмертно) — «за мужність і героїзм, проявлені під час виконання військового обов'язку.» Нагороджений одночасно з командиром свого танка Даміром Ісламовим і навідником Даміром Гілемхановим. 12 липня медаль «Золота зірка» була передана рідним Цевуна.

## Вшанування пам'яті
25 серпня 2022 року ім'я Цевуна було присвоєне середній загальноосвітній школі села Королі, в якій він навчався, а також її загону Юнармії. 31 серпня на школі був встановлений пам'ятний знак.